# Ichigo Kurosaki
Ichigo Kurosaki (黒崎 一護?, Kurosaki Ichigo) è il protagonista del manga Bleach, scritto e disegnato da Tite Kubo, e delle sue opere derivate tra cui la serie anime, quattro film animati, gli OAV, il musical e diversi videogiochi e light novel.
Nella serie Ichigo ottiene poteri da Shinigami nel corso di un incidente incorso a Rukia Kuchiki, la Shinigami incaricata di vegliare sulla sua città, Karakura. In seguito al trasferimento di poteri, Ichigo accetta di sostituire Rukia nelle sue mansioni, proteggendo gli umani dagli spiriti maligni chiamati Hollow e inviando i Plus nella Soul Society.
L'autore ha affermato che Ichigo venne concepito per sostituire Rukia come protagonista della serie dal momento che aveva l'impressione che quest'ultima non fosse adatta a ricoprire il ruolo. Il personaggio è stato apprezzato dal pubblico e dalla critica e compare spesso nei sondaggi di popolarità della rivista Weekly Shōnen Jump come uno dei più amati della serie; nel 2007 la rivista giapponese Newtype lo ha collocato tra i cento personaggi degli anime più popolari e anche i recensori della serie hanno lodato la sua personalità, sebbene alcuni vi abbiano visto dei tratti da antieroe troppo stereotipati. Nell'adattamento anime è doppiato da Masakazu Morita e da Federico Viola nel doppiaggio italiano.

## Creazione e sviluppo
Prima della creazione di Ichigo, l'autore Tite Kubo aveva pensato a Rukia Kuchiki come unica protagonista della serie, ma poi cambiò idea e creò anche Ichigo. I primi schizzi del personaggio vedevano Ichigo con degli occhiali, i capelli scuri e gli occhi gentili. Questo aspetto venne subito scartato dall'autore perché molto simile a Rukia; perciò diede al personaggio dei colori in contrasto con Rukia, come i capelli arancioni, gli tolse gli occhiali e aggiunse al suo volto un'espressione molto più dura. A detta dell'autore Ichigo, insieme a Orihime Inoue, è il personaggio più difficile da disegnare.
Il suo nome è composto da due kanji, che separati in ichi (一?) e go (五?) significano 1 e 5, o 15. Scritto in altri caratteri, la parola ichigo (苺?) significa anche "fragola", e di norma è utilizzato solo per i nomi femminili. Ichigo sostiene con orgoglio che il suo nome va scritto invece con ichi (一?) come in "uno", e go (護?) come "guardiano": suo padre, infatti, gli disse una volta che il suo nome significava "colui che protegge".
Kubo ha dichiarato che la più grande forza di Ichigo è la sua natura gentile e premurosa e il fatto che si preoccupa sempre dei bisogni altrui. Tuttavia ha anche notato che ciò risulta la sua più grande debolezza, dal momento che pensare ai suoi amici lo mette spesso in pericolo. Alla domanda se fosse interessato ad approfondire il triangolo amoroso tra Ichigo, Orihime e Rukia, Kubo scelse di non rispondere dal momento che non era interessato alle storie d'amore. L'autore imputa la popolarità del personaggio presso il pubblico al fatto che "ha un aspetto figo". Ha inoltre rivelato che più i lettori approfondiranno la sua storia, più scopriranno che è una persona dall'animo gentile.
Kubo ritiene che Ichigo sia il personaggio più sviluppato della serie, colui che porta avanti la trama e che introduce i lettori agli eventi del manga. Con la fine della saga degli Arrancar, Kubo volle riavviare la serie: fece perdere a Ichigo i suoi poteri da Shinigami e gli fece ricercare un modo per riappropriarsene. Nella versione animata il personaggio è doppiato da Masakazu Morita, mentre da bambino ha la voce di Yuki Matsuoka. Sebbene riconosca Ichigo come uno dei suoi ruoli più riusciti, Morita ammise che doppiarlo le creò a volte delle difficoltà. Nelle edizioni italiane di Memories of Nobody e The DiamondDust Rebellion è doppiato da Ruggero Andreozzi, mentre nella serie animata è doppiato da Federico Viola.

## Storia

Ichigo dopo aver ottenuto i poteri di Shinigami da Rukia

Ichigo vive con suo padre Isshin e con le sue due sorelle minori Karin e Yuzu ed ha la peculiarità di vedere e interagire con gli spettri. Un giorno incontra casualmente la Shinigami Rukia Kuchiki mentre questa è nel bel mezzo di un combattimento contro un Hollow, uno spirito malvagio: Rukia, impossibilitata a combattere, vuole cedere parte dei suoi poteri a Ichigo ma senza volere il ragazzo li assorbe completamente. Ichigo assume quindi il ruolo di Shinigami Delegato e affronta alcune battaglie fino ad attirare l'attenzione della Soul Society, il mondo degli shinigami, che invia due emissari di alto rango - il capitano Byakuya Kuchiki, fratello maggiore di Rukia, e il suo luogotenente Renji Abarai - a riprendere Rukia, accusata di aver condiviso i suoi poteri con un umano: Ichigo cerca di salvarla, ma viene pesantemente sconfitto e perde i suoi poteri.
In seguito si allena sotto la guida di Kisuke Urahara, ex capitano shinigami bandito per sempre sulla terra, e riesce a risvegliare i suoi poteri e a rilasciare la vera forma della sua Zanpakutō, la spada che ogni shinigami possiede, denominata Zangetsu (斬月? "Luna Tagliente"). Per salvare Rukia Ichigo si reca quindi nella Soul Society dove affronta alcuni membri del Gotei 13, le brigate a difesa del mondo degli spiriti, tra cui Ikkaku Madarame, Renji e il capitano Kenpachi Zaraki; in previsione degli inevitabili scontri con il resto del Gotei 13 Ichigo apprende la forma Bankai di Zangetsu, Tensa Zangetsu (天鎖斬月? "Luna Tagliente della Catena Divina"). Arrivato in tempo per fermare l'esecuzione di Rukia, Ichigo combatte di nuovo contro Byakuya e lo scontro stavolta termina in parità; subito dopo il capitano della Quinta Divisione Sōsuke Aizen, il quale si scopre essere la vera mente dietro al rapimento di Rukia e ai disordini nella Soul Society, rivela il suo tradimento ed estrae dal corpo della Shinigami l'Hōgyoku, una potente invenzione di Urahara, prima di fuggire nell'Hueco Mundo assieme agli altri due capitani traditori suoi sottoposti Gin Ichimaru e Kaname Tosen.
Ichigo ritorna quindi a casa insieme ai suoi compagni ma quando Aizen, attraverso l'Hōgyoku, crea un esercito di Arrancar e li invia contro lui e i suoi amici nel mondo umano, decide di allenarsi con un gruppo di Shinigami rinnegati denominati Vizard, i quali gli insegnano a controllare il suo Hollow interiore. Durante una sortita degli Arrancar a Karakura Ulquiorra Schiffer, uno dei sottoposti più forti di Aizen, rapisce l'amica di Ichigo Orihime Inoue in quanto l'ex capitano vuole mettere le mani sui suoi poteri curativi: al rifiuto della Soul Society di aiutarlo, Ichigo e i suoi amici decidono di recarsi nell'Hueco Mundo per salvare l'amica. Dopo aver sconfitto Grimmjow Jaegerjaques Ichigo affronta Nnoitra Jilga, venendo salvato da Kenpachi; in seguito affronta Ulquiorra, che sconfigge solo dopo essersi trasformato nel suo Hollow interiore, riuscendo a liberare Orihime. Ichigo si reca quindi nella falsa Karakura creata da Urahara su ordine del Gotei 13 per affrontare Aizen e qui, dopo aver assistito alla sconfitta degli altri capitani per mano sua, si allena con suo padre Isshin per apprendere la tecnica dell'Ultimo Getsuga Tenshō (最後の月牙天衝?, Saigo no Getsuga Tenshō) riuscendo, con il sacrificio dei suoi poteri, a indebolire Aizen al punto di permettere ad Urahara di sigillarlo.
Diciassette mesi più tardi Ichigo incontra Kūgo Ginjō, un Fullbringer appartenente all'organizzazione Xcution, che si offre di ripristinare i suoi poteri da Shinigami in cambio del suo aiuto a tornare un semplice umano. Con l'aiuto di Xcution Ichigo sblocca i suoi poteri da Fullbringer ma scopre che Kūgo e compagni lo hanno raggirato per appropriarsi delle sue abilità a loro vantaggio; in suo soccorso giunge però il Gotei 13, che ripristina i suoi poteri e lo aiuta a sconfiggere i membri di Xcution.
Appreso che l'Hueco Mundo è stato invaso dal gruppo di Quincy denominato Wandenreich, Ichigo si reca sul posto con i suoi amici e sconfigge l'ufficiale Quilge Opie. Successivamente il Wandenreich attacca la Soul Society, spingendo Ichigo a recarsi sul posto; qui si confronta con il re dei Quincy Yhwach, scopre che sua madre era una di loro e subisce la distruzione della sua zanpakuto. Mentre nella Soul Society la situazione si fa critica, la Guardia Reale invita Ichigo e i suoi amici a venire con loro al palazzo del Re Spirito, dove il giovane incontra l'inventore delle zanpakuto Ōetsu Nimaiya; sottoponendosi ai suoi allenamenti, Ichigo riesce a conciliare i suoi poteri ottenendo una nuova versione di Zangetsu formata da due spade. Durante la seconda invasione del Wandenreich Ichigo tenta di fermare Yhwach dall'uccidere il Re Spirito - perno della Soul Society - ma giunge troppo tardi; tuttavia, grazie al sacrificio del capitano Jushiro Ukitake, il Re Spirito sopravvive. Con l'aiuto dei suoi Sternrittern e di Uryu Ishida, Yhwach respinge Ichigo e i suoi compagni e assorbe il Mimihagi (l'essere sovrannaturale cui Ukitake ha offerto la propria vita per salvare il Re Spirito); durante il secondo attacco al palazzo Ichigo viene nuovamente sconfitto da Yhwach, che spezza Zangetsu, ma grazie all'aiuto dei Fullbringer e di Orihime Ichigo riesce a riparare la sua spada e affronta nuovamente il re dei Quincy, riuscendo a sconfiggerlo con l'aiuto di Aizen e Ishida.
Dieci anni dopo la sconfitta di Yhwach, Ichigo ha sposato Orihime e da lei ha avuto un figlio chiamato Kazui.

## Descrizione

### Aspetto fisico e personalità
Ichigo viene presentato come un adolescente come tanti con le sopracciglia sempre aggrottate e con i capelli di un arancione naturale. Man mano che le sue abilità da Shinigami aumentano, tuttavia, diventa più muscoloso, come nota sua sorella Karin, più alto, come notano i suoi amici, e i suoi capelli si fanno più lunghi; dopo aver perso i suoi poteri, comunque, Ichigo ritorna al suo aspetto originale.
Molto attento allo studio (in una graduatoria di metà trimestre, all'inizio della serie, si piazza al diciottesimo posto su 322 studenti), si applica regolarmente non frequentando tuttavia club extrascolastici: Ichigo sostiene che il suo impegno deriva semplicemente dal fatto che a casa non ha niente di meglio da fare se non studiare, anche se in realtà lavora duro per la sua famiglia. Ha la passione per la cioccolata e il cibo piccante e si dimostra molto a disagio nel vedere le nudità femminili, cosa che si nota quando vede per la prima volta Yoruichi nella sua forma umana.
Quando era piccolo era molto debole e gracile ma sempre contento quando era in compagnia di sua madre Masaki, la quale lo esortò a frequentare un dojo: qui veniva continuamente sconfitto da Tatsuki Arisawa, per poi essere consolato da sua madre. Quando aveva nove anni sua madre perse la vita in uno scontro con un Hollow per proteggerlo: questo evento gli provocherà un vero e proprio trauma psicologico, tanto che prova un profondo senso di colpa per non essere riuscito a proteggerla, e così decise di impegnarsi seriamente negli allenamenti per poter proteggere i restanti membri della sua famiglia diventando ben presto molto forte. Spesso, quando fa ritorno a casa da scuola, viene messo alla prova da suo padre.

### Poteri e abilità
La Zanpakutō di Ichigo si chiama Zangetsu (斬月? "Luna tagliente").
Lo Shikai, sempre attivo essendo un'arma a rilascio continuo, si presenta come uno spadone di colore scuro, alto come Ichigo, senza l'elsa e con una fascia che ricopre l'impugnatura; il suo potere principale sta nell'accumulare sulla punta l'energia spirituale per poi rilasciarla tramite un fendente di reiatsu chiamato Getsuga Tenshō (月牙天衝? "Zanna di Luna che perfora i cieli"). Il Bankai, attivato protraendo in avanti il braccio destro e afferrandolo con la mano sinistra, è chiamato Tensa Zangetsu (天鎖斬月? "Luna tagliente della catena divina"): a differenza della maggior parte dei Bankai, che di solito presentano forme più imponenti degli Shikai, questo riduce la spada a un daito con la lama nera la cui guardia ha la forma del manji; al posto del tessuto che c'è nella sua forma Shikai si forma una corta catena con un anello spezzato alla fine del pendente dalla base del manico. Oltre alla spada, anche il vestito di Ichigo viene sostituito con un cappotto nero lungo fino alle caviglie a manica lunga con la fodera rossa e chiuso al petto, il cui orlo inferiore è irregolare, che indica il livello di reiatsu di Ichigo. Le ridotte dimensioni del Bankai conferiscono allo Shinigami una velocità e una forza elevatissime.
Dopo l'allenamento con il padre Isshin nel Dangai Ichigo apprende l'Ultimo Getsuga Tenshō (最後の月牙天衝?, Saigo no Getsuga Tenshō, "Ultima Zanna di Luna che perfora i cieli"), la forma finale di Zangetsu il cui utilizzo comporta la perdita di tutti i poteri da Shinigami. L'aspetto di Ichigo cambia notevolmente: il braccio destro è nudo e circondato dalla catena di Tensa Zangetsu mentre la mano destra è ricoperta da una specie di guanto metallico nero che costituisce anche l'impugnatura della spada, la cui guardia è più ampia e sottile e ancora più simile ad un manji. Quando poi attiva la tecnica i capelli si fanno lunghi e neri, parte del corpo viene avvolta nei bendaggi e dal Getsuga stesso, mentre sul corpo compaiono dei motivi grigiastri: in questo stadio Ichigo può utilizzare il Mugetsu (無月? "Cielo senza Luna"), che consiste in una lama di reiatsu nero dall'immane potenza distruttiva.
In seguito alla rottura del suo Bankai Zangetsu viene riforgiata da Ōetsu Nimaiya, che rivela ad Ichigo che la sua vera Zanpakutō è il suo Hollow interiore fuso con i suoi poteri da Shinigami mentre colui che fingeva di essere Zangetsu — l'uomo alto sui 30-40 anni, con la barba incolta, i lunghi capelli neri, gli occhiali da sole e un lungo cappotto nero fluente con le estremità irregolari — altri non era che l'Yhwach di mille anni fa, cioè la personificazione dei suoi poteri Quincy. Durante il processo Ichigo interverrà personalmente riuscendo a conciliare i poteri Quincy con quelli Hollow/Shinigami, ottenendo in questo modo una Zangetsu formata da due spade: una ha la stessa dimensione della spada precedente e rappresenta il suo Hollow interiore fuso con i suoi poteri da Shinigami mentre l'altra è più piccola e rappresenta la manifestazione dei suoi poteri Quincy. Ichigo avvolge la spada più grande dietro la schiena e porta quella più piccola al fianco destro.
A causa del primo stadio dell'allenamento con Urahara, all'interno di Ichigo si è manifestato un Hollow chiamato dai fan Ogihci, la reincarnazione dell'Hollow White, fuso con i suoi poteri da Shinigami dopo che questi aveva infettato la madre cercando di hollowficarla. Esso è uguale a Ichigo ma i capelli e la pelle sono completamente bianchi, mentre i suoi occhi sono costituiti da pupille nere, iridi gialle e la sclera nera. Indossa un abito bianco con una cintura nera e la sua Zangetsu è una mannaia di colore argento avvolta da un panno nero. Ogihci ha una personalità sadica e violenta, tuttavia cerca di istruire, insieme a Zangetsu, Ichigo sull'utilizzo dei suoi poteri, ma solo per poter prendere possesso del suo corpo una volta che sia divenuto forte. Il controllo che Ichigo ha su Ogihci attraversa diverse fasi: inizialmente, come nello scontro con Byakuya nella Soul Society e all'inizio degli allenamenti coi Vizard, Ogihci prende il sopravvento ogni qualvolta Ichigo si abbandona alla disperazione in uno scontro o quando è vicino alla morte. Durante l'allenamento con i Vizard Ichigo, prima di ottenere il controllo dell'Hollow, si trasforma pienamente in Hollow per poi riuscire a domarlo. La crisi più grave è tuttavia quella verificatasi durante lo scontro con Ulquiorra: dopo che questi, infatti, gli trapassa il petto, Ichigo, nonostante mantenga il desiderio di proteggere Orihime, si trasforma nuovamente in un Hollow completo, ma ben più potente rispetto all'episodio con i Vizard, assumendo un aspetto molto simile a White; lo stesso Ulquiorra si domanda se sia arrivato allo stadio di Vasto Lorde. Come gli verrà rivelato da Ōetsu Nimaiya, il vero nome di Ogichi è in realtà Zangetsu, ovvero la fusione di White con i suoi naturali poteri da shinigami, cosa che ironicamente lui stesso gli disse più volte quando combatterono l'uno contro l'altro durante l'allenamento con i Vizard. Dopo l'allenamento con i Vizard, inoltre, mettendo una mano davanti al volto e concentrando materia spirituale su di essa, Ichigo è in grado di evocare una maschera Hollow (la stessa di White) che gli procura un notevole aumento dei poteri fisici per un tempo limitato, ma che diventerà progressivamente maggiore nel corso della storia: ciò viene reso evidente dalle strisce rosse presenti nella maschera, le quali cambiano con l'avanzare della narrazione.
Dopo aver perso i poteri da Shinigami, Ichigo scopre di possedere il Fullbring. Nella prima fase, Ichigo utilizza il suo distintivo Shinigami per far fuoriuscire della reiatsu che prende la forma dell'elsa di Zangetsu, con cui è in grado di scagliare dei cerchi energetici. Nella seconda fase, la reiatsu che fuoriesce dal distintivo ricopre l'intero corpo di Ichigo come un kimono da Shinigami. La manica del vestito di reiatsu si allunga e assume la forma di una lama nera. Nella terza e ultima fase, i vestiti di Ichigo cambiano in una tuta aderente bianca e nera; il distintivo di Shinigami, inoltre, si trasforma nella guardia di una spada. In questa forma è in grado di scagliare il Getsuga Tenshō. Nella nuova forma da Shinigami, avendo scoperto di possedere il Fullbring, il kimono ne presenta alcuni elementi, come un colletto nero e dei polsini bianchi e neri. La forma Shikai è cambiata: la lama è più grande e meno squadrata, con il manico che termina con una catena spezzata. Sul petto e vicino ai polsi di Ichigo compaiono inoltre dei motivi a croce neri, mentre sui dorsi delle mani ci sono alcuni motivi cuneiformi neri. Il Getsuga Tensho, inoltre, è molto più potente di quello precedente, in grado di tagliare in due un edificio di grandi dimensioni. Anche la forma Bankai è diversa: la lama è più lunga, con delle piccole lame verso l'interno. Lo shikakusho cambia in modo radicale: il bavero esterno è unito all'altro con cuciture a croce, l'interno diventa bianco e si separa dall'esterno. La veste ricopre anche le mani, sulle quali vi sono richiami al Fullbring che proseguono fino agli avambracci. Inoltre, la catena di Tensa Zangetsu si allunga notevolmente. Ichigo può inoltre ricorrere ad alcune abilità tipiche dei Quincy come il Blut per rinforzare le sue tecniche di attacco e di difesa.
Nello scontro con Yhwach, Ichigo si dimostra capace di poter combinare i poteri che vivono in lui (Hollow, Quincy e Shinigami): assume così un aspetto ibrido composto in parte dal suo aspetto normale e in parte dalla forma Hollow che assunse durante lo scontro con Ulquiorra, mantenendo però un totale controllo sulla sua personalità; i suoi poteri Quincy si manifestano invece nella sua Zanpakuto, che assume una forma doppia (uno spadone più grande e uno più piccolo). In questa modalità riesce persino a combinare il Getsuga Tensho con un Gran Rey Cero. Questo nuovo potere si riflette anche nel Bankai: Ichigo, innanzitutto, non lo rilascia più puntando l'arma contro il nemico ma alzando le due lame verso l'alto e la nuova Tensa Zangetsu è uno spadone bianco, di forma squadrata, con al centro una striscia nera e con una lunga catena.

## Accoglienza

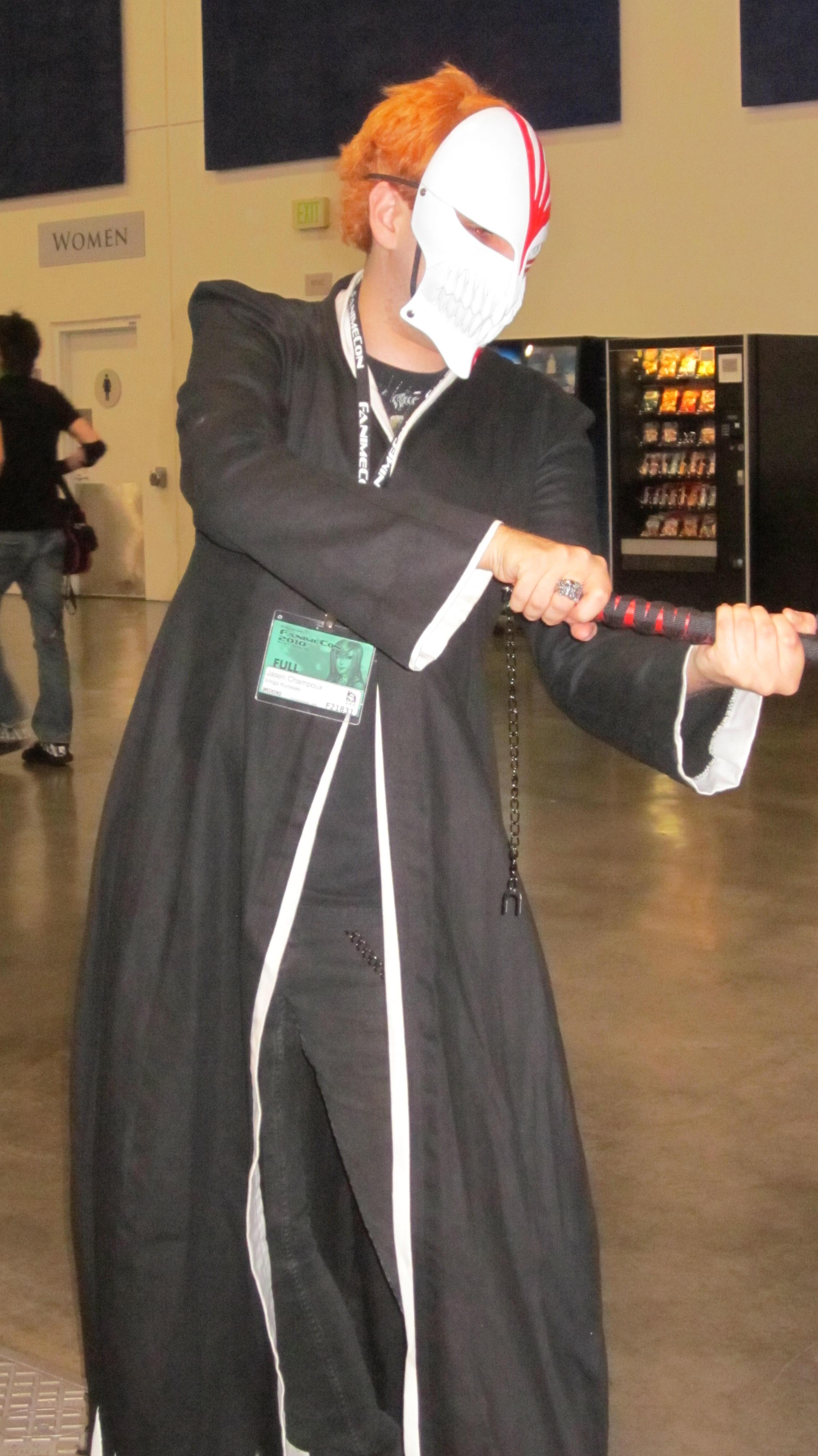
Cosplay di Ichigo nelle vesti di Hollow

Ichigo si è sempre piazzato in alto nei sondaggi di popolarità condotti da Weekly Shōnen Jump tra i fan della serie. Ha sempre occupato il primo posto, tranne agli inizi del 2008 quando ha ricoperto la terza posizione superato da Tōshirō Hitsugaya e Rukia Kuchiki. Anche la sua spada Zangetsu è stata votata al terzo posto nel sondaggio riguardante le zanpakuto. In un sondaggio della rivista giapponese Newtype, Ichigo venne incluso nella lista dei personaggi maschili di anime più amati. La Society for the Promotion of Japanese Animation (SPJA) elesse Ichigo il miglior personaggio maschile di anime del 2008. Si collocò ventesimo nella lista dei 25 migliori personaggi di anime di tutti i tempi stilata dal sito IGN. Ichigo comparve inoltre due volte nel prestigioso Anime Grand Prix di Animage. Al primo premio Seiun nel marzo 2007, Masakazu Morita vinse nella categoria miglior attore debuttante per la sua interpretazione di Ichigo.
Numerose riviste specializzate hanno espresso apprezzamenti e critiche nei confronti del personaggio di Ichigo. Melissa Harper di Anime News Network ha commentato che l'atteggiamento ribelle che tiene inizialmente Ichigo lo rende un antieroe stereotipato, pur ammettendo che si rivela presto essere un personaggio complesso con un triste passato. Dello stesso avviso Carlos Alexandre, il quale ha evidenziato come il personaggio di Ichigo del "duro con un cuore d'oro" sia stato già largamente utilizzato in altre storie. Charles Solomon del Los Angeles Times ritiene che Ichigo abbia poco in comune con i protagonisti di altre serie, a causa del suo "caratteraccio" e al modo in cui combatte, ma che i lettori della serie lo amano comunque. Corrina Lawson di Wired ha apprezzato soprattutto il forte senso di responsabilità del personaggio e l'ha ritenuto uno dei motivi della popolarità della serie.

## Apparizioni in altri media
Ichigo appare in tutti i film tratti dalla serie: nel primo, Bleach: Memories of Nobody, conosce e affronta una misteriosa Shinigami di nome Senna, nel secondo, Bleach: The DiamondDust Rebellion, affronta Sojiro Kusaka, l'antagonista del film, insieme a Tōshirō Hitsugaya, mentre nel terzo, Gekijō-ban Bleach: Fade to Black - Kimi no na o yobu, indaga sulla scomparsa di Rukia. Nel quarto film, invece, Gekijō-ban Bleach: Jigoku-hen si reca all'Inferno alla ricerca della sorella Yuzu. Ichigo è giocabile in tutti i videogiochi tratti dalla serie, ed anche in alcuni giochi crossover con altre proprietà di Weekly Shōnen Jump, come ad esempio J-Stars Victory Vs e Jump Force. In alcuni giochi la sua forma normale e quella bankai sono disponibili come personaggi separati.
In Rock Musical Bleach, un musical basato sulla serie, è interpretato da Tatsuya Isaka.